# Campeonato Mundial de Piragüismo en Maratón de 2013
El XXI Campeonato Mundial de Piragüismo en Maratón se celebró en Copenhague (Dinamarca) entre el 20 y el 22 de septiembre de 2013 bajo la organización de la Federación Internacional de Piragüismo (ICF).

## Resultados

### Masculino
| Evento | Oro                                                   | Plata                                                          | Bronce                                           |
| ------ | ----------------------------------------------------- | -------------------------------------------------------------- | ------------------------------------------------ |
| C1     | Márton Kövér · Hungría · 02:03:22                     | Manuel Antonio Campos · España · 02:03:51                      | Tamás Kiss · Hungría · 02:06:35                  |
| C2     | Óscar Graña · Ramón Ferro · España · 01:55:35         | Manuel Antonio Campos · Diego Romero Fraga · España · 01:55:36 | Márton Kövér · Attila Györe · Hungría · 01:55:58 |
| K1     | Hank Mc Gregor Sudáfrica 02:10:34                     | Iván Alonso Lage · España · 02:10:39                           | Cyrille Carre Francia 02:10:42                   |
| K2     | Iván Alonso Lage · Emilio Merchán · España · 02:00:59 | Walter Bouzán · Álvaro Fernández Fiuza · España · 02:01:13     | Bálint Noé · Milán Noé · Hungría · 02:02:54      |

### Femenino
| Evento | Oro                                                  | Plata                                             | Bronce                                                     |
| ------ | ---------------------------------------------------- | ------------------------------------------------- | ---------------------------------------------------------- |
| K1     | Renáta Csay · Hungría · 02:01:26                     | Anna Adamová · República Checa · 02:02:34         | Stefania Cicali · Italia · 02:04:44                        |
| K2     | Henriette Hansen Jeanette Løvborg Dinamarca 01:53:49 | Renáta Csay · Alexandra Bara · Hungría · 01:54:22 | Anna Adamová · Lenka Hrochovä · República Checa · 01:54:33 |

## Medallero
| Núm. | País            | Oro | Plata | Bronce | Total |
| ---- | --------------- | --- | ----- | ------ | ----- |
| 1    | España          | 2   | 4     | 0      | 6     |
| 2    | Hungría         | 2   | 1     | 3      | 6     |
| 3    | Dinamarca       | 1   | 0     | 0      | 1     |
| 3    | Sudáfrica       | 1   | 0     | 0      | 1     |
| 5    | República Checa | 0   | 1     | 1      | 2     |
| 6    | Francia         | 0   | 0     | 1      | 1     |
| 6    | Italia          | 0   | 0     | 1      | 1     |
|      | TOTAL           | 6   | 6     | 6      | 18    |